# Weißbierbrauerei Hopf
La Weißbierbrauerei Hopf GmbH (Hopf-Brauerei) est une brasserie à Miesbach.

## Histoire
La brasserie est fondée en 1892 en tant que Weißbierbrauerei Miesbach. À la suite de la révolution allemande de 1918-1919, en 1921 la famille Hopf reprend la brasserie et, en 1950, créé la cave d'embouteillage et de stockage à l'emplacement actuel. Depuis 1975, la production de bière est passée de 3 000 à 40 000 hectolitres. En 2006, la Hopf-Brauerei est rachetée par Hacker-Pschorr.
La brasserie produit plusieurs types de bière de blé, brassées conformément au décret sur la pureté de la bière bavaroise qui limite le nombre d'ingrédients à utiliser dans sa fabrication.
Ses bières sont commercialisées en Autriche, en Italie, en France et en Angleterre, ainsi qu'en Russie, au Canada, en Malaisie et aux États-Unis.

## Production
- Hopf Helle Weiße
- Hopf Dunkle Weiße
- Hopf die Leichtere
- Hopf die Alkoholfreie
- Hopf Russ’n Halbe
- Hopf Spezial Weiße
- Hopf Weißer Bock
- Hopf white
- Hopf Muospacher Bockfotzn
- Hopf Sauberne Schixs
- Hopf Bluat vo da Gams